# Campionati mondiali di nuoto in vasca corta 2021 - 100 metri stile libero femminili
La gara di nuoto degli 100 metri stile libero femminili dei Campionati mondiali di nuoto in vasca corta 2021 è stata disputata il 17 e 18 dicembre presso l'Etihad Arena ad Abu Dhabi negli Emirati Arabi Uniti.
Vi hanno preso parte 90 atlete provenienti da 82 nazioni.

## Podio
| Posizione | Atleta          | Nazionalità |
| --------- | --------------- | ----------- |
| Oro       | Siobhán Haughey | Hong Kong   |
| Argento   | Sarah Sjöström  | Svezia      |
| Bronzo    | Abbey Weitzeil  | Stati Uniti |

## Programma
| Data             | Ora   | Turno      |
| ---------------- | ----- | ---------- |
| 17 dicembre 2021 | 10:03 | Batterie   |
| 17 dicembre 2021 | 19:09 | Semifinali |
| 18 dicembre 2021 | 18:07 | Finale     |

## Record
Prima della manifestazione il record del mondo e il record dei campionati erano i seguenti.
| Record mondiale       | 50"25 | Cate Campbell Australia         | 26 ottobre 2017 Adelaide, Australia |
| Record dei campionati | 51"14 | Ranomi Kromowidjojo Paesi Bassi | 13 dicembre 2018 Hangzhou, Cina     |

Durante l'evento è stato migliorato il seguente record:
| Data        | Evento | Atleta          | Nazione   | Tempo | Record                |
| ----------- | ------ | --------------- | --------- | ----- | --------------------- |
| 18 dicembre | Finale | Siobhán Haughey | Hong Kong | 50"98 | Record dei campionati |

## Risultati

### Batterie
I migliori 16 tempi accedono alle semifinali
| Pos | Batt | Corsia | Nome                        | Nazione                       | Tempo       | Note |
| --- | ---- | ------ | --------------------------- | ----------------------------- | ----------- | ---- |
| 1   | 9    | 4      | Siobhán Haughey             | Hong Kong                     | 51.97       | Q    |
| 2   | 8    | 4      | Sarah Sjöström              | Svezia                        | 52.21       | Q    |
| 3   | 8    | 3      | Kayla Sanchez               | Canada                        | 52.38       | Q    |
| 4   | 7    | 4      | Abbey Weitzeil              | Stati Uniti                   | 52.81       | Q    |
| 5   | 8    | 5      | Katarzyna Wasick            | Polonia                       | 52.98       | Q    |
| 6   | 9    | 5      | Freya Anderson              | Regno Unito                   | 53.02       | Q    |
| 7   | 7    | 5      | Marie Wattel                | Francia                       | 53.32       | Q    |
| 8   | 9    | 9      | Torri Huske                 | Stati Uniti                   | 53.34       | Q    |
| 9   | 9    | 6      | Michelle Coleman            | Svezia                        | 53.41       | Q    |
| 10  | 8    | 0      | Zhu Menghui                 | Cina                          | 53.47       | Q    |
| 11  | 9    | 2      | Lucy Hope                   | Regno Unito                   | 53.49       | Q    |
| 12  | 8    | 6      | Charlotte Bonnet            | Francia                       | 53.50       | Q    |
| 13  | 7    | 3      | Marrit Steenbergen          | Paesi Bassi                   | 53.51       | Q    |
| 14  | 7    | 6      | Julie Kepp Jensen           | Danimarca                     | 53.63       | Q    |
| 15  | 8    | 1      | Rebecca Smith               | Canada                        | 53.70       | Q    |
| 16  | 7    | 8      | Cheng Yujie                 | Cina                          | 53.86       | Q    |
| 17  | 9    | 8      | Janja Šegel                 | Slovenia                      | 53.95       |      |
| 18  | 6    | 4      | Laura Littlejohn            | Nuova Zelanda                 | 53.96       |      |
| 19  | 5    | 4      | Diana Petkova               | Bulgaria                      | 54.05       |      |
| 20  | 7    | 7      | Costanza Cocconcelli        | Italia                        | 54.07       |      |
| 20  | 9    | 7      | Ekaterina Nikonova          | Fed. Nuoto Russa              | 54.07       |      |
| 22  | 6    | 3      | Holly Barratt               | Australia                     | 54.18       |      |
| 23  | 6    | 1      | Kalia Antoniou              | Cipro                         | 54.29       |      |
| 24  | 8    | 2      | Kim Busch                   | Paesi Bassi                   | 54.32       |      |
| 25  | 6    | 5      | Fanni Gyurinovics           | Ungheria                      | 54.39       |      |
| 25  | 8    | 7      | Fanny Teijonsalo            | Finlandia                     | 54.39       |      |
| 27  | 6    | 8      | Farida Osman                | Egitto                        | 54.42       |      |
| 28  | 7    | 2      | Annika Bruhn                | Germania                      | 54.50       |      |
| 29  | 6    | 2      | Kim Seo-yeong               | Corea del Sud                 | 54.83       |      |
| 30  | 5    | 3      | Bianca Costea               | Romania                       | 54.84       |      |
| 31  | 9    | 0      | Danielle Hill               | Irlanda                       | 54.98       |      |
| 32  | 9    | 1      | Julie Meynen                | Lussemburgo                   | 55.09       |      |
| 33  | 7    | 1      | Marie Pietruschka           | Germania                      | 55.24       |      |
| 34  | 6    | 6      | Jóhanna Elín Guðmundsdóttir | Islanda                       | 55.27       |      |
| 35  | 6    | 7      | Ieva Maļuka                 | Lettonia                      | 55.30       |      |
| 36  | 5    | 2      | Amel Melih                  | Algeria                       | 55.34       |      |
| 37  | 6    | 0      | Jana Pavalić                | Croazia                       | 55.45       |      |
| 38  | 7    | 9      | Nina Stanisavljević         | Serbia                        | 55.52       |      |
| 39  | 7    | 0      | Cornelia Pammer             | Austria                       | 55.71       |      |
| 40  | 5    | 6      | Maddy Moore                 | Bermuda                       | 55.72       |      |
| 41  | 5    | 7      | Krystal Lara                | Rep. Dominicana               | 55.81       |      |
| 42  | 5    | 8      | Inés Marín                  | Cile                          | 55.99       |      |
| 43  | 5    | 5      | Kornkarnjana Sapianchai     | Thailandia                    | 56.29       |      |
| 44  | 5    | 1      | Mia Blazhevska Eminova      | Macedonia del Nord            | 56.55       |      |
| 45  | 4    | 5      | María Schutzmeier           | Nicaragua                     | 56.97       |      |
| 46  | 8    | 8      | Selen Özbilen               | Turchia                       | 57.07       |      |
| 47  | 5    | 9      | Isabella Alas               | El Salvador                   | 57.22       |      |
| 48  | 3    | 5      | Batbayaryn Enkhkhüslen      | Mongolia                      | 57.25       |      |
| 49  | 4    | 3      | Chloe Farro                 | Aruba                         | 57.57       |      |
| 50  | 4    | 1      | Alison Jackson              | Isole Cayman                  | 57.70       |      |
| 51  | 5    | 0      | Mònica Ramírez              | Andorra                       | 58.24       |      |
| 52  | 4    | 0      | Leiya Istambouli            | Libano                        | 58.52       |      |
| 53  | 4    | 2      | Lina Khiyara                | Marocco                       | 58.62       |      |
| 54  | 1    | 2      | Alisa Bech Vestergård       | Fær Øer                       | 58.83       |      |
| 55  | 4    | 8      | Catarina Sousa              | Angola                        | 58.88       |      |
| 56  | 4    | 7      | Jeanne Boutbien             | Senegal                       | 58.96       |      |
| 57  | 1    | 7      | Tessa Ip Hen Cheung         | Mauritius                     | 59.34       |      |
| 58  | 4    | 6      | Colleen Furgeson            | Isole Marshall                | 59.35       |      |
| 59  | 4    | 9      | Ani Poghosyan               | Armenia                       | 59.56       |      |
| 60  | 3    | 1      | Aleka Persaud               | Guyana                        | 59.70       |      |
| 61  | 4    | 4      | Gabriela Santis             | Guatemala                     | 59.93       |      |
| 62  | 3    | 3      | Mariam Imnadze              | Georgia                       | 1:00.12     |      |
| 63  | 3    | 9      | Jehanara Nabi               | Pakistan                      | 1:00.37     |      |
| 64  | 3    | 6      | Andela Antunović            | Montenegro                    | 1:00.52     |      |
| 65  | 3    | 2      | Bhakthi Karunasena          | Sri Lanka                     | 1:01.32     |      |
| 66  | 3    | 8      | Mona Kilani                 | Giordania                     | 1:01.33     |      |
| 67  | 3    | 0      | Mya de Freitas              | Saint Vincent e Grenadine     | 1:02.05     |      |
| 68  | 1    | 0      | Viktoriia Kutuzova          | Kirghizistan                  | 1:02.60     |      |
| 68  | 3    | 7      | Fjorda Shabani              | Kosovo                        | 1:02.60     |      |
| 70  | 2    | 5      | Khema Elizabeth             | Seychelles                    | 1:02.76     |      |
| 71  | 2    | 6      | Anushiya Tandukar           | Nepal                         | 1:02.77     |      |
| 72  | 2    | 3      | Ammara Pinto                | Malawi                        | 1:03.60     |      |
| 73  | 2    | 1      | Ekaterina Bordachyova       | Tagikistan                    | 1:03.93     |      |
| 74  | 2    | 2      | Charissa Panuve             | Tonga                         | 1:03.95     |      |
| 75  | 1    | 6      | Sonia Aktar                 | Bangladesh                    | 1:05.06     |      |
| 76  | 1    | 1      | Jourdyn Adams               | Micronesia                    | 1:05.25     |      |
| 77  | 2    | 4      | Mineri Gomez                | Guam                          | 1:05.54     |      |
| 78  | 1    | 3      | Asaka Litulumar             | Isole Marianne Settentrionali | 1:06.30     |      |
| 79  | 2    | 7      | Nafissath Radji             | Benin                         | 1:06.31     |      |
| 80  | 1    | 9      | Yuri Hosei                  | Palau                         | 1:09.57     |      |
| 81  | 1    | 5      | Abbi Illis                  | Sint Maarten                  | 1:14.97     |      |
| 82  | 2    | 9      | Imelda Ximenes Belo         | Timor Est                     | 1:15.12     |      |
| 83  | 2    | 8      | Darcelle Ishimwe            | Burundi                       | 1:15.64     |      |
| 84  | 1    | 4      | Haneen Ibrahim              | Sudan                         | 1:16.29     |      |
| 85  | 1    | 8      | Naima-Zahra Amison          | Gibuti                        | 1:25.01     |      |
| -   | 2    | 0      | Ria Save                    | Tanzania                      | non partite |      |
| -   | 3    | 4      | Abiola Ogunbanwo            | Nigeria                       | non partite |      |
| -   | 6    | 9      | Chan Zi Yi                  | Singapore                     | non partite |      |
| -   | 8    | 9      | Nina Kost                   | Svizzera                      | non partite |      |
| -   | 9    | 3      | Barbora Seemanová           | Rep. Ceca                     | non partite |      |

### Semifinali
I migliori 8 tempi accedono alla finale
| Pos | Batt | Corsia | Nome               | Nazione     | Tempo | Note |
| --- | ---- | ------ | ------------------ | ----------- | ----- | ---- |
| 1   | 1    | 4      | Sarah Sjöström     | Svezia      | 51.53 | Q    |
| 2   | 2    | 4      | Siobhán Haughey    | Hong Kong   | 51.82 | Q    |
| 3   | 2    | 3      | Katarzyna Wasick   | Polonia     | 52.28 | Q    |
| 3   | 2    | 5      | Kayla Sanchez      | Canada      | 52.28 | Q    |
| 5   | 1    | 5      | Abbey Weitzeil     | Stati Uniti | 52.29 | Q    |
| 5   | 2    | 1      | Marrit Steenbergen | Paesi Bassi | 52.29 | Q    |
| 7   | 1    | 6      | Torri Huske        | Stati Uniti | 52.48 | Q    |
| 8   | 2    | 6      | Marie Wattel       | Francia     | 52.59 | Q    |
| 9   | 2    | 2      | Michelle Coleman   | Svezia      | 52.64 |      |
| 10  | 1    | 3      | Freya Anderson     | Regno Unito | 52.67 |      |
| 11  | 1    | 7      | Charlotte Bonnet   | Francia     | 53.06 |      |
| 12  | 2    | 8      | Rebecca Smith      | Canada      | 53.22 |      |
| 13  | 1    | 8      | Cheng Yujie        | Cina        | 53.29 |      |
| 14  | 1    | 1      | Julie Kepp Jensen  | Danimarca   | 53.30 |      |
| 15  | 1    | 2      | Zhu Menghui        | Cina        | 53.36 |      |
| 16  | 2    | 7      | Lucy Hope          | Regno Unito | 53.41 |      |

### Finale
| Pos. | Corsia | Atleta             | Nazionalità | Tempo | Note |
| ---- | ------ | ------------------ | ----------- | ----- | ---- |
|      | 4      | Siobhán Haughey    | Hong Kong   | 50.98 | CR   |
|      | 6      | Sarah Sjöström     | Svezia      | 51.31 |      |
|      | 5      | Abbey Weitzeil     | Stati Uniti | 51.64 |      |
| 4    | 3      | Katarzyna Wasick   | Polonia     | 51.71 |      |
| 5    | 6      | Kayla Sanchez      | Canada      | 51.86 |      |
| 6    | 1      | Torri Huske        | Stati Uniti | 51.93 |      |
| 7    | 8      | Marie Wattel       | Francia     | 52.37 |      |
| 8    | 7      | Marrit Steenbergen | Paesi Bassi | 52.40 |      |